# 전주아중초등학교
전주아중초등학교는 대한민국 전북특별자치도 전주시 덕진구 우아동1가에 있는 초등학교다.

## 학교 연혁
- 1945.11.30 용진공립국민학교 아중분교장으로 개교
- 1949.10.27 용남공립국민학교로 승격
- 1950.06.01 용남국민학교로 개칭
- 1958.09.20 전주아중국민학교로 교명 개칭(전주시로 편입)
- 1996.03.01 전주아중초등학교로 교명 개칭
- 1984.03.03 병설유치원 개원
- 1985.08.20 본관 건물 1층 신축
- 1986.09.22 본관 건물 2층 증축
- 1995.10.31 본관 건물 3층 증축
- 1999.10.17 신관 건물 1~2층 준공(12칸)
- 2001.09.22 신관 건물 3층, 급식소, 강당 준공
- 2013.03.01 제 22대 윤성길 교장선생님 부임
- 2014.02.14 제64회 67명 졸업(총 4,263명 졸업생 배출)
- 2014.03.03 15학급 편성 330명 재학